# Oskar Barthold
Richard Oskar Barthold (* 26. April 1904 in Halle; † 24. Januar 1980 in Gernsbach; auch: Oka Barthold) war ein deutscher Puppenspieler, Maler und Grafiker.

## Leben und Werk
Bartholds Tätigkeit als hauptberuflicher Puppenspieler ist schon vor 1933 nachweisbar. Porträts aus dieser frühen Zeit zeigen ihn als jungen Handpuppen- und Kasperspieler. Später bediente er sich auch der Marionette und wurde mit dieser einer der besten Puppenspieler seiner Zeit.
Barthold trat zum 1. Mai 1933 der NSDAP bei (Mitgliedsnummer 3.163.631), aber als er nach Jahren als selbständiger Puppenspieler tätig war, sollte er zur Truppenbetreuung. Dort sollte er spielen, was ihm vorgeschrieben wurde, was ihm nicht gefiel. Dadurch bekam er Arbeitsverbot und war gezwungen, sich als Puppenspieler anstellen zu lassen.
Nach dem Krieg publizierte er die Handreichung Puppenspielpflege in der Provinz Sachsen, die einen Vorschlag zum Aufbau einer Landesstelle für das Puppenspiel in genannter Provinz enthielt. Er baute die Musterpuppenbühne auf, die im Juli 1947 in Halle als Marionettentheater mit 25-köpfigen Mitarbeiterstamm startete und in der auch seine Tochter mitarbeitete.
Neben seiner Arbeit als Puppenspieler war er als Bühnenbildner beim Landestheater Halle/Saale und als Kunstmaler und Grafiker tätig. Er illustrierte mehrere Bücher und schuf als Tuschezeichnungen zahlreiche Ansichtskarten seiner Heimatstadt Halle.
1951 ging er in den Westen, arbeitete als Künstler und baute eine Dekorationsentwurfsfirma für den Sparkassenverlag auf. Später ließ er sich in Gernsbach im Nordschwarzwald nieder und war als freischaffender Künstler tätig. Unter anderem experimentierte er mit Theaterpuppen und betrieb eine Kunstgalerie im, unter Denkmalschutz stehenden, Alten Amtshof, wo er bis zu seinem Tod mit seiner Frau wohnte.

## Schriften
- Oskar Barthold: Kasper-Fibel. Halle/Saale 1941
- Oskar Barthold (gemeinsam mit Peter Fischer): Schminke, Puder und Perücke. Eine Anleitung zur Herstellung der Bühnenmaske für Laienspieler. Halle/Saale 1950
- Oskar Barthold (gemeinsam mit Peter Fischer): Das Bühnenbild. Halle/Saale 1951
- Oka Barthold: Gast in Gernsbach – Ein Stadtführer. Gernsbach 1975